# Paul Morgan (Ingenieur)
Paul Jonathan Morgan (* 29. Juli 1948 in Birmingham; † 12. Mai 2001 bei Sywell, Northamptonshire) war ein britischer Ingenieur und Mitgründer des Motorenherstellers Ilmor.

## Karriere
Morgan wuchs als Sohn eines Geschäftsführers einer Automobilzulieferfirma auf. Als Jugendlicher restaurierte er in seiner Freizeit alte Autos. Im Alter von 19 Jahren begann er ein Maschinenbau-Studium an der Aston University in Birmingham, das er 1970 mit dem Bachelor of Science abschloss.
Von 1970 bis 1983 arbeitete Morgan als Entwickler von Renn-Motoren bei Cosworth in Northampton. Er war verantwortlich für den DFX-Motor, der auf Basis des aus der Formel 1 bekannten DFV-Motors als Turbo-Triebwerk für die Indycar-Serie entwickelt wurde. Dieser Motor dominierte in den 1970ern und zu Beginn der 1980er die Rennserie.
1984 verließ Morgan Cosworth, um zusammen mit dem Schweizer Ingenieur und Motorenentwickler Mario Illien, der seit 1979 zusammen mit ihm bei Cosworth am DFX-Motor gearbeitet hatte, die Firma Ilmor zu gründen. Während Illien in der neuen Firma für die Entwicklung der Motoren zuständig war, war Morgan für die Produktion verantwortlich. Finanziert von Roger Penske und Chevrolet entwickelten Morgan und Illien einen Motor für die US-amerikanische CART-Serie, der im August 1985 erstmals lief. 1986 konnten zwei Pole-Positions eingefahren werden und 1987 feierte Ilmor mit Mario Andrettis Sieg beim Rennen in Long Beach den ersten von insgesamt 86 Siegen zwischen 1987 und 1993.
1989 begann Ilmor mit der Entwicklung eines 3,5-Liter V10-Motors für die Formel 1. Das Team Leyton House Racing setzte den Motor 1991 erstmals ein. 1992 bekam Ilmor von Mercedes-Benz den Auftrag zur Entwicklung eines Motors für das Sauber-Team. Ende 1993 kaufte Mercedes die Beteiligungen, die Chevrolet an Ilmor hielt. Der Motor hieß von nun an Mercedes und wird seit 1995 von McLaren eingesetzt.
Paul Morgan starb am 12. Mai 2001 bei der Landung mit einer Hawker Sea Fury, einem Propeller-Kampfflugzeug aus dem Zweiten Weltkrieg, im englischen Ort Sywell. David Coulthard siegte am Tag nach Morgans Tod beim Großen Preis von Österreich in einem McLaren mit Mercedes-Ilmor-Motor.